# Chlorida costata
Chlorida costata är en skalbaggsart som beskrevs av Audinet-serville 1834. Chlorida costata ingår i släktet Chlorida och familjen långhorningar.
Artens utbredningsområde är:
- Paraguay.
- Uruguay.

Inga underarter finns listade i Catalogue of Life.